# Mefail Shehu
Mefail Shehu (mac. Мефаил Шеху), znany też jako Mefail Wielki (alb. Mefail i Madh, mac. Мефаил Велики) lub Mefail Zajazi (mac. Мефаил Зајази, ur. 1898 w Zajasie, zm. listopad 1945 tamże) – dowódca wojskowy Balli Kombëtar. Był bliskim współpracownikiem Xhemë Hasy.

## Życiorys
Całe swoje życie spędził na terenie Macedonii; najpierw w granicach Imperium Osmańskiego, następnie w granicach Królestwa Serbii. Jako nastolatek ukształtował swoje poglądy jako nacjonalistyczne i zaczął wyznawać ideę Wielkiej Albanii po tym, gdy był świadkiem terroru ze strony serbskich władz w 22 wioskach w regionie Kiczewa.
Dowodził jednym z oddziałów Balli Kombëtar w regionie Kiczewa, został zabity w listopadzie 1945 roku przez jugosłowiańskich partyzantów.